# Guglielmo Nacciarone
Guglielmo Nacciarone (Napoli, 18 febbraio 1837 – Napoli, 1916) è stato un pianista e compositore italiano.

## Biografia
Figlio di Nicola docente di musica ben noto nell'ambiente napoletano del suo tempo e fratello del pittore Gustavo nato nel 1831, apprese dal padre i primi rudimenti della musica; a sei anni studiò la tecnica del pianoforte con Michele Marrano e precocemente si rivelò un virtuoso di quello strumento, tanto che a soli dieci anni esordì in concerto in una sala locale. Due anni dopo era già in tournée concertistica a Parigi e Firenze.
Nel 1858 si esibì in Germania e a Londra. Il celebre pianista Sigismund Thalberg, che amava Napoli e vi soggiornava, dopo averlo ascoltato ne lodò lo stile e il tocco.
Nel 1863 a Napoli, per la "Società del quartetto", eseguì con il violoncellista Gaetano Ciandelli e il violinista Ferdinando Pinto il trio in si bemolle minore di Josef Mayseder per piano, violino e violoncello. Nel corso di questo concerto interpretò anche la sua "Fantasia per piano sopra motivi napoletani" ricevendo buona accoglienza di pubblico e buone recensioni dalla "Gazzetta musicale di Napoli".

Assieme a Paolo Boubée, violinista, e al di lui fratello Alberto, violoncellista nonché al letterato dilettante di musica, Idomeneo Polidoro, fu per anni tra i maggiori animatori del “Circolo Bonamici” una specie di sodalizio per la diffusione della cultura musicale, fondato nel 1863 da Federico Bonamici didatta, pianista compositore.
Guglielmo Nacciarone, oltreché acclamato pianista solista e concertista fu anche compositore, scrisse infatti musiche per piano, sinfonie, romanze e anche un'opera, "Pietro deì Medici",  tragedia lirica in quattro atti su testo di Attilio Pagliara, ineseguita e rimasta in manoscritto.
 Morì a Napoli nel 1916.

### Annotazioni
1. ↑  La biblioteca dell'"Accademia Filarmonica di Bologna" custodisce una sua litografia che lo ritrae durante il suo primo concerto a dodici anni nella Sala di Monteoliveto.
2. ↑  Guido Pannain a questo proposito annotò che: «...Guglielmo Nacciarone fu pianista di gusto e di cultura, dati per quel tempo non comuni...»

### Fonti
1. 1 2 3 4   Enrica Donisi, La scuola violoncellistica di Gaetano Ciandelli, Lucca, LIM Editore, 2016,  p. 222.
2. ↑   Sergio Martinotti, Ottocento strumentale italiano, Bologna, Forni Editore, 1972,  p. 164.
3. ↑   Liliana Pannella, Ferdinando Bonamici, in Dizionario biografico degli italiani, vol. 11, Roma, Istituto dell'Enciclopedia Italiana, 1969. URL consultato il 30 aprile 2024.